# Liberal (Kansas)
Liberal is een plaats (city) in de Amerikaanse staat Kansas, en valt bestuurlijk gezien onder Seward County.

## Demografie
Bij de volkstelling in 2000 werd het aantal inwoners vastgesteld op 19.666.
In 2006 is het aantal inwoners door het United States Census Bureau geschat op 20.384, een stijging van 718 (3.7%).

## Geografie
Volgens het United States Census Bureau beslaat de plaats een oppervlakte van
29,0 km², waarvan 28,6 km² land en 0,4 km² water. Liberal ligt op ongeveer 864 m boven zeeniveau.

## Plaatsen in de nabije omgeving
De onderstaande figuur toont nabijgelegen plaatsen in een straal van 40 km rond Liberal.

## Geboren
- Kelli McCarty (6 september 1969), actrice en model